# チョン・ミョンフン
チョン・ミョンフン（鄭 明勲、韓: 정 명훈、欧文表記：Myung-Whun Chung, 1953年1月22日 - ）は、韓国・ソウル生まれの指揮者、ピアニスト。欧文表記の発音から、チョン・ミュンフンと日本語表記されることもある。

## 人物・来歴

### ピアニスト
公務員の父と料理店経営の母の下、7人兄弟の下から2番目（三男）として生まれる。幼い頃からピアノを学び、7歳でソウル市交響楽団（ソウル・フィル）とハイドンのピアノ協奏曲を共演するなど、早くから才能を開花させた。
1961年、母親がシアトルで韓国料理店を開くため一家で渡米（2人の姉、ヴァイオリニストのチョン・キョンファ、チェリストのチョン・ミョンファは既にニューヨークで学んでいた）。1967年にはシアトルでピアノリサイタルを開催。1968年にニューヨークへ移り、1971年からマネス音楽大学でピアノをナディア・ライゼンバーグに、指揮をカール・ブラムバーガーに師事。同年、姉ミョンファがジュネーヴ国際音楽コンクールチェロ部門で第1位を獲得した際のピアノ伴奏を務めた。1974年 にアメリカ人としてチャイコフスキー国際コンクールピアノ部門に出場し第2位に入賞。以後、指揮の勉強と並行してピアニストとして活動し、1979年にはシャルル・デュトワ指揮のロサンジェルス・フィルハーモニックとチャイコフスキーのピアノ協奏曲第1番をデッカにレコーディングしている。
また姉のキョンファ、ミョンファとともに「チョン・トリオ」を結成しピアノを担当。チョン・トリオ名義ではドヴォルザークやブラームス、メンデルスゾーン、チャイコフスキー、ショスタコーヴィチのピアノ三重奏曲やベートーヴェンの三重協奏曲などをレコーディングしている。

### 指揮者
マネス音楽大学卒業後、1974年にジュリアード音楽院の大学院に進学し本格的に指揮の勉強を開始する。ジュリアード音楽院で歌劇「蝶々夫人」を指揮したほか、ニューヨーク・ユース・オーケストラの指揮者も務めた。1978年にロサンジェルス・フィルハーモニックでカルロ・マリア・ジュリーニのアシスタントとなって研鑽を積み、1980年に同団の副指揮者となる。1984年、ザールブリュッケン放送交響楽団の首席指揮者に就任。この頃からヨーロッパを中心に指揮活動を始め、1990年にはクラウディオ・アバドの芸術監督就任に抗議して出演をキャンセルしたロリン・マゼールの代役としてベルリン・フィルハーモニー管弦楽団にデビューしている。オペラ指揮者としては、1986年にヴェルディの歌劇「シモン・ボッカネグラ」でメトロポリタン歌劇場にデビュー。1987年にはフィレンツェ歌劇場の首席客演指揮者に就任した。
1989年、パリ・オペラ座（バスティーユ歌劇場）に、初代音楽監督として迎えられた。これは、当初就任が予定されていたダニエル・バレンボイムが劇場側から就任を拒否されるという異例の事態を受けてのものであった。1990年にはドイツ・グラモフォンと専属契約を結ぶ。このパリ・オペラ座時代、晩年のオリヴィエ・メシアンと親交を持ち、1990年に録音されたトゥーランガリラ交響曲のCD解説をメシアン自身が執筆したほか、メシアンの死後も、1994年に『コンセール・ア・キャトル』を世界初演する等、メシアン作品の積極的な演奏・録音につとめている。1992年にはパリ・オペラ座での功績が認められ、フランス政府からレジオンドヌール勲章を授与された。
1994年、政治的理由によりパリ・オペラ座のポストを突如解任される。その後しばらくはフリーランスとして活動していたが、1997年にローマ聖チェチーリア音楽院管弦楽団の首席指揮者に就任。湖巌賞芸術部門受賞。1998年には韓国のKBS交響楽団の音楽監督に就任するも翌年辞任。2000年にフランス放送フィルハーモニー管弦楽団の音楽監督に就任。
2001年、合併で誕生した東京フィルハーモニー交響楽団の大賀典雄理事長の要請でスペシャル・アーティスティック・アドバイザーに就任。ベートーヴェンの交響曲チクルスで大きな成果をあげた。また毎年夏に教育プログラム「こども音楽館」を自らのプロデュースで実施し、指揮のほかピアノを弾きながらの楽曲解説もおこなった。2010年に退任し、同団桂冠名誉指揮者の称号を贈られた。2016年に同団名誉音楽監督に就任。
この他、1997年には自らが中心となり「アジア・フィルハーモニー管弦楽団」を結成し、東京で旗揚げ公演を実施。同団は日本、韓国、中国などアジア各国の優秀な音楽家が集まった臨時編成のオーケストラであり、東京やソウル、北京などアジア各地で公演を行っている。
2011年9月に単身北朝鮮に渡り朝鮮民主主義人民共和国国立交響楽団と銀河水（ウナス）管弦楽団を指揮したほか、北朝鮮の音楽関係者と会談し南北合同オーケストラによる演奏会の開催を提案するなど、音楽面から南北融和に積極的に取り組んでいる。2012年3月には銀河水管弦楽団を率いて渡仏し、サル・プレイエルで、自身が音楽監督を務めるフランス放送フィルハーモニー管弦楽団との合同演奏会を実現させた。

#### ソウル市立交響楽団の音楽監督に就任
2005年、ソウル市長李明博（当時）からの「ソウル・フィルをアジア一のオーケストラに」との要請を受けてソウル市立交響楽団（ソウル・フィルハーモニー管弦楽団）の音楽監督に就任。世界各地でオーディションを行い、団員の約1/3を入れ替えるという大改革を実施した。2009年、同団はアジアのオーケストラとして初めて、ドイツ・グラモフォンとの長期専属契約を結んだ。
音楽監督就任後の改革は一定の成功を収め、それまで40%を下回っていたチケット販売率が、2014年には92.8%まで引き上げるなどの成果を上げた。一方で、2014年の初めに、ソウル市立交響楽団は、ソウル市が行った経営に関する評価で最下位となった。また、2014年12月8日には、人事考課なしで特定の人らへの昇進人事が行われていた事が発覚し、さらに行政監査では、音楽監督として本来キャンセルできない楽団の日程のいくつかを海外での指揮活動を理由に欠席していた事も明らかとなった。また、楽団職員による楽団の朴ヒョン貞代表の暴言・セクハラ告発問題について、「容認できない人権蹂躙」と同調して朴代表側を批判したことに対して、朴代表は自身の疑惑を否定し、逆に「音楽監督が楽団代表である私を追いだそうとしている」と批判を展開した。
結局、朴代表は辞任したが、この時に「音楽監督がソウル市響の人事や予算などに対し独断的に権力を行使している」と告発した。これに対して韓国の監査院は調査を行い、朴代表の発言が事実であることを確認した。具体的には、自分の息子のピアノレッスン講師（義姉の友人）を、本来の職制にない職位を作ってソウル市響に就職させたことや、実兄が代表を務める会社で課長を務めていた者をソウル市響に採用させたこと、マネジャーに支給されるべき航空券の一部を自分の息子など家族に流用したことなどである。2015年、音楽監督を辞任。

### 家族・親族
ヴァイオリニストのチョン・キョンファと、チェリストのチョン・ミョンファは実姉。岳父は元国会議員の具興南。

## 日本との関係
1975年、アンドレ・プレヴィン指揮ロンドン交響楽団の日本ツアーにピアニストとして帯同し初来日。さらに、1978年には、スタニスラフ・スクロヴァチェフスキ指揮読売日本交響楽団の定期演奏会にピアニストとして出演した。しかしその後は、フィルハーモニア管弦楽団指揮者として来日して大成功を収めた1995年までは、戦前の東京に留学経験を持ち日本語が堪能であるはずの母親が日本人と話す際に英語か韓国語を使用して決して日本語を口にしない姿を見て育ったことや、NHK交響楽団幹部が発した姉キョンファに対する差別的発言問題などの影響もあって、来日はなかった。
転機となったのは1995年、フィルハーモニア管弦楽団とともに指揮者として初の来日を果たした。演奏後の大喝采を目の当たりにし「ついに受け入れられたとの手応えに涙が出てきた」と述べたミョンフンは以後、頻繁に来日するようになる。1998年9月にNHK交響楽団と初共演。以後、NHK交響楽団とは2000年5月、2008年2月、2011年2月に共演したほか、2013年6月にも共演した。また 東京フィルハーモニー交響楽団スペシャル・アーティスティック・アドヴァイザーの就任は1999年の新星日本交響楽団との共演が縁となっている。この他パシフィック・ミュージック・フェスティバルや別府アルゲリッチ音楽祭などでも指揮をしている。
日本のオーケストラとの共演だけでなく、海外のオーケストラやオペラの来日公演を指揮する機会も多い。これまでにフィルハーモニア管弦楽団（1995年）、ロンドン交響楽団（1996年、2006年）、ローマ聖チェチーリア音楽院管弦楽団（1997年、1998年、2001年）、フランス国立管弦楽団（2000年）、フランス放送フィルハーモニー管弦楽団（2002年、2006年、2013年）、シュターツカペレ・ドレスデン(2006年)、ミラノ・スカラ座フィルハーモニー管弦楽団(2008年)、チェコ・フィルハーモニー管弦楽団（2011年、ただし東日本大震災発生によるチェコ政府からの強制帰国命令によりツアーは途中で中止）、ソウル・フィルハーモニー管弦楽団（2011年、2012年）、フェニーチェ歌劇場（2013年）と来日している。
現在は親日家として知られ、今上天皇とは室内楽（主にピアノ四重奏、ミョンフンはピアノを担当）を度々共演している。
日韓ワールドカップ開催に際して「日韓の難しい過去を忘れるには勝敗を決めなければいけないスポーツより、音楽の美を共有する方が得策かもしれない」と語っており、隣国としてよりよい日韓関係の構築を望んでいるようである。また、「ソウル・フィルをアジア一のオーケストラに」との要請を受けて音楽監督に就任したソウル市立交響楽団では「アジア一の音楽都市である東京の聴衆を納得させられなければ、アジア一のオーケストラになることはできない」と主張して定期的な日本公演の実現を提案し、2011年の来日公演は「第1回東京定期公演」と銘打たれて開催された。
日韓国交正常化60周年を迎えた2025年には、東京フィルハーモニー交響楽団とKBS交響楽団の合同演奏会を東京とソウルで指揮した。

## エピソード
- 幼少時代から母親が経営する韓国料理店を手伝っていたこともあり、大の料理好きとして知られている。日本では「音楽の友」誌上で『幸せの食卓』という料理に関する連載を行い、2006年にこの連載をまとめた「マエストロ チョン・ミョンフンの『幸せの食卓』―名指揮者が語る音楽と料理のレシピ集」が音楽之友社から出版された。また2002年にNHK教育テレビ「未来への教室」に出演した際、指導をした目黒区立東山小学校管弦楽クラブの児童とともにプルコギを作って親睦を深めた（同番組において「料理の道は音楽に通ず」と語っている）。
- 2001年6月15日の東京フィルハーモニー交響楽団のスペシャル・アーティスティック・アドバイザー就任記念演奏会終了後、歓迎レセプションにおいてオーケストラから縁起物の大団扇を贈呈された。翌日、ミョンフンは返礼としてオーケストラにスコップを贈呈、「みんなの中にある音楽をさらに掘り下げていこう」とメッセージを寄せた[10]。

## 歴任ポスト
- ザールブリュッケン放送交響楽団首席指揮者（1984 - 1989）
- フィレンツェ歌劇場首席客演指揮者（1987 - 1992）
- パリ・オペラ座（バスティーユ歌劇場）音楽監督（1989 - 1994）
- ローマ聖チェチーリア音楽院管弦楽団首席指揮者（1997 - 2005）
- KBS交響楽団音楽監督（1998 - 1999）
- フランス放送フィルハーモニー管弦楽団音楽監督（2000 - 2015）、名誉音楽監督（2015 - ）
- 東京フィルハーモニー交響楽団スペシャル・アーティスティック・アドヴァイザー（2001 - 2010）、桂冠名誉指揮者（2010 - 2016）、名誉音楽監督（2016 - ）
- ソウル・フィルハーモニー管弦楽団音楽監督（2005 - 2015）
- シュターツカペレ・ドレスデン首席客演指揮者（2012 - ）
- ミラノ・スカラ座フィルハーモニー管弦楽団名誉指揮者（2023 - ）

## 代表盤
- ニールセン：交響曲集（エーテボリ交響楽団、BIS）
- メシアン：トゥランガリーラ交響曲（パリ・バスティーユ管弦楽団、ドイツ・グラモフォン）
- ベルリオーズ：幻想交響曲（パリ・バスティーユ管弦楽団、ドイツ・グラモフォン）―1995年の音楽之友社「レコード・アカデミー大賞」受賞
- プロコフィエフ：バレエ音楽「ロミオとジュリエット」抜粋（ロイヤル・コンセルトヘボウ管弦楽団、ドイツ・グラモフォン）
- ショスタコーヴィチ：交響曲第4番（フィラデルフィア管弦楽団、ドイツ・グラモフォン）
- ブラームス：交響曲第1番（アジア・フィルハーモニー管弦楽団、ドイツ・グラモフォン）―1997年の創設直後のライブ録音
- ヴェルディ：レクイエム（NHK交響楽団、キングレコード）
- フォーレ：レクイエム（ローマ聖チェチーリア音楽院管弦楽団、ドイツ・グラモフォン）
- ドヴォルザーク：交響曲第6番 、第8番（ウィーン・フィルハーモニー管弦楽団、ドイツ・グラモフォン）
- ベートーヴェン：交響曲全集（東京フィルハーモニー交響楽団、Imx）
- ラヴェル：バレエ音楽「ダフニスとクロエ」全曲（フランス放送フィルハーモニー管弦楽団、ドイツ・グラモフォン）
- マーラー：交響曲第1番「巨人」（ソウル・フィルハーモニー管弦楽団、ドイツ・グラモフォン）
- ベートーヴェン：交響曲第3番「英雄」（シュターツカペレ・ドレスデン、Profil）

など

## 出演
- BS1スペシャル「必ず よみがえる〜魂のオーケストラ 1年半の闘い〜」（2021年9月15日、NHK BS1）[11]